# Tri Yann
Tri Yann, to bretoński zespół muzyczny z Nantes (br. Naoned) założony w 1971 przez Jeana Chocuna, Jeana-Paula Corbineau'a i Jeana-Louisa Jossica. Nazwa wywodzi się od imion założycieli, gdyż w języku bretońskim Yann, to francuski Jean (po polsku Jan).
Tworzą przede wszystkim utwory muzyki celtyckiej wzorując się na ludowych motywach.

## Dyskografia

### Albumy
- 1972 Tri Yann an Naoned
- 1973 Dix ans, dix filles
- 1974 Suite gallaise
- 1976 La découverte ou l'ignorance
- 1978 Urba
- 1981 An heol a zo glaz - Le soleil est vert
- 1983 Café du bon coin
- 1985 Anniverscène
- 1988 Le vaisseau de pierre
- 1990 Belle et rebelle
- 1995 Portraits
- 1996 Tri Yann en concert
- 1998 La veillée du troisième millénaire
- 1998 Tri Yann et l'Orchestre national des Pays de la Loire, la Tradition Symphonique
- 2001 Le pélegrin
- 2001 30 ans au Zenith
- 2003 Marines
- 2004 Tri Yann et l'Orchestre national des Pays de la Loire, la Tradition Symphonique 2
- 2007 Abysses

### Kompilacje
- 1986 Master Serie
- 1994 Inventaire 1970-1993
- 1995 Inventaire Volume 2
- 1996 Le Meilleur de Tri Yann
- 1998 Trilogie (3 cds)
- 1999 L'essentiel en concert
- 2003 La musique à une histoire. Anthologie Tri Yann (3 CD)
- 2004 Les Racines du Futur (CD & DVD)
- 2006 Talents
- 2006 Gold
- 2007 Morceaux de Choix
- 2008 Triple Best Of (3 CD)